# Oksoritod
Oksoritod (îles du Nord-Ouest ; Northwest Islands) est un des cinq districts de l'État de Chuuk établi pour les élections au Congrès des États fédérés de Micronésie. Il compte 7 840 habitants en 2008.
Selon la constitution de Chuuk, il comprend les municipalités suivantes :
1. Fananu (402 hab./2008)
2. Houk (396 hab./2008)
3. Magur (161 hab./2008)
4. Murilo (681 hab./2008)
5. Nomwin (661 hab./2008)
6. Onou (296 hab./2008)
7. Onoun (845 hab./2008)
8. Piherarh (325 hab./2008)
9. Pollap (1.212 hab./2008)
10. Polowat  (1.525 hab./2008)
11. Ruo (575 hab./2008)
12. Tamatam (510 hab./2008)
13. Unanu (252 hab./2008)